# Brendan Malone
Brendan Thomas Malone (Nueva York, 21 de abril de 1942-Armonk, 10 de octubre de 2023) fue un entrenador de baloncesto estadounidense. Padre del también entrenador de la NBA Michael Malone, se convirtieron en la segunda pareja padre-hijo en dirigir equipos de la NBA, tras Bill y Eric Musselman.

## Trayectoria deportiva

### Universidad
Asistió a la Universidad de Iona, donde se licenció, y posteriormente realizó un máster en educación física en la Universidad de Nueva York. Únicamente llegó a disputar un partido con los Iona Gaels, en 1960, en el que no consiguió anotar.

### Entrenador
Tras graduarse, ejerció como entrenador en el Power Memorial High School, a los que dirigió seis temporadas, ganando en tres ocasiones el título de Entrenador del Año. Posteriormente pasó a ser entrenador asistente en la NCAA, primero en los Fordham Rams (1976-77), después en Yale Bulldogs (1977-78) y Syracuse Orange (1978-84),
En 1984 consiguió su primer trabajo como entrenador principal universitario, dirigiendo a los Rhode Island Rams durante dos temporadas, en las que logró 17 victorias y 39 derrotas.
En 1986 consiguió su primer trabajo en la NBA, ejerciendo durante dos temporadas como asistente en los New York Knicks, bajo los mandatos de Hubie Brown, Bob Hill y Rick Pitino. En 1988 se unió a los Detroit Pistons como asistente de Chuck Daly. Allí permaneció hasta 1995, estando también durante esa etapa a las órdenes de Ron Rothstein y de Don Chaney. Logró dos anillos de la NBA en ese periodo, en 1989 y 1990, en la época de los Bad Boys.
En 1995 fue contratado como entrenador principal de los Toronto Raptors, equipo que llegó a la liga esa temporada en a expansión de la liga. En esa temporada inaugural consiguió 21 victorias y 61 derrotas.
Al año siguiente volvió a sus labores de asistente en los Knicks, donde estuvo dos temporadas, para posteriormente recalar en Indiana Pacers y en los Cleveland Cavaliers, donde fue nombrado entrenador interino tras la destitución de Paul Silas en la temporada 2004-05. Dirigió al equipo durante 18 partidos, logrando 10 victorias.
En julio de 2007 fue uno de los cuatro asistentes elegidos por Stan Van Gundy para compartir con él el banquillo de los Orlando Magic, donde permaneció 5 temporadas. En junio de 2013 se anunció su contratación por parte de los Sacramento Kings para ejercer de asistente de su hijo Michael, pero en el mes de octubre, antes del comienzo de la competición, anunció su renuncia al puesto.
Finalmente, en mayo de 2014, Van Goudy volvió a confiar en él para acompañarle en el banquillo de los Detroit Pistons desde la temporada 2014-15.

## Estadísticas
| Equipo    | Temp.   | P   | V  | D  | %V-D | Finalizó      | PP | VP | DP | %V-DP | Resultado |
| --------- | ------- | --- | -- | -- | ---- | ------------- | -- | -- | -- | ----- | --------- |
| Toronto   | 1995–96 | 82  | 21 | 61 | .256 | 8º en Central | —  | —  | —  | —     |           |
| Cleveland | 2004–05 | 18  | 8  | 10 | .444 | 4º en Central | —  | —  | —  | —     |           |
| Total     |         | 100 | 29 | 71 | .290 |               |    |    |    |       |           |